# Mare Orientale
El Mare Orientale (Mar Oriental en latín) es un mar lunar que, aunque es una de las características más grandes de la Luna, es apenas visible desde la Tierra, debido a que se encuentra en el límite de su cara visible. Su cuenca es la más circular de los mares lunares, y posee un borde prácticamente completo. Aunque su nombre indica que se encuentra hacia el Este, se encuentra en realidad en el Oeste lunar. Se cree que el mar fue formado en el periodo Ímbrico.

## Características
Tiene un diámetro de 327 kilómetros, y un área de 69 000 kilómetros cuadrados. Su punto más elevado está en la pared Oeste, con una altura de 6 km sobre el promedio lunar; su punto más bajo está en su interior, 5 km bajo el promedio lunar.
A diferencia de los otros mares, el interior del Mare Orientale tiene relativamente poco basalto. La colisión que lo formó dio como resultado la formación de tres anillos concéntricos. Los anillos interiores son conocidos como los Montes Rook, y el exterior como los Montes Cordillera. El diámetro de 327 kilómetros se refiere a la capa basáltica interior; el diámetro de toda la cuenca de impacto es de 930 km.
El material que rodea la cuenca es del período Ímbrico Inferior, y el material interior es del período Ímbrico Superior.

## Descubrimiento

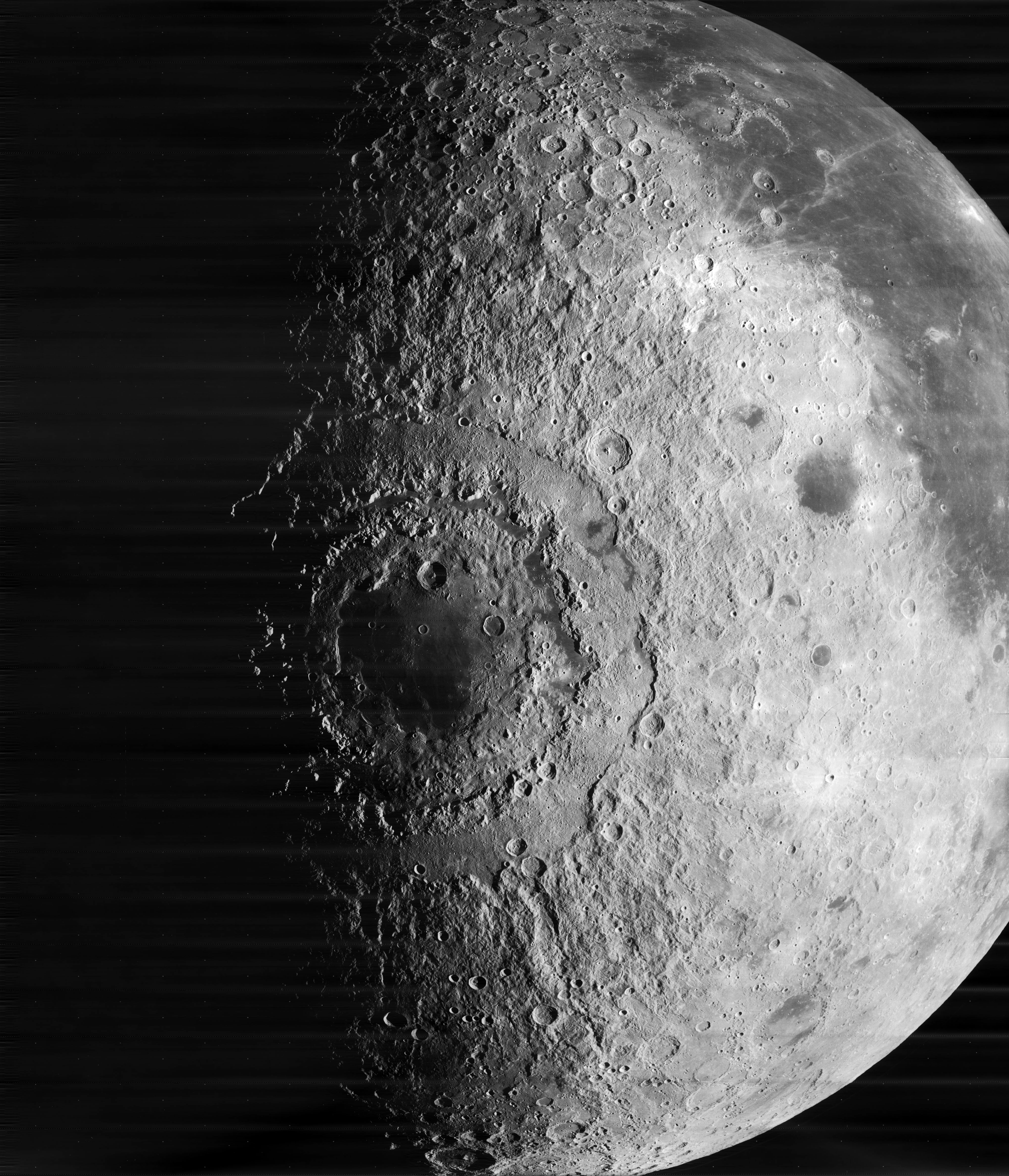
Fotografía de 1967, hecha por la misión Lunar Orbiter 4 de NASA

Se cree que fue bautizado con su nombre actual por el astrónomo alemán Julius Heinrich Franz en su libro de 1906 Der Mond. Existieron otras reclamaciones posteriores de su descubrimiento: En 1937 en la revista Journal of the British Astronomical Association reporta el descubrimiento del astrónomo Percy Wilkins de lo que él llamó el Mare X. Patrick Moore reclama en su libro de 2001 On the Moon,  haber descubierto y bautizado el mar en 1946.
En 1876 existió un predescubrimiento del Mare. El geólogo estadounidense Nathanial Shaler, en su artículo Investigation of lunar phenomena undertaken at Harvard College Observatory in 1871, hizo la observación de que los Montes Rook debían ser el borde de un cráter de miles de kilómetros de diámetro, describiendo de manera correcta la posición y tamaño aproximado de Orientale.
Durante la década de 1960, mientras el equipo de Gerard Kuiper producía un mapa rectificado de la Luna, proyectando fotografías lunares sobre una gran esfera blanca, la naturaleza de Mare Orientale, como una gran cuenca de impacto, fue redescubierta

## Nombre
Tras completarse la misión Lunar Orbiter 4, se discutió mucho dentro de la Unión Astronómica Internacional (UAI) acerca de una posible revisión de la nomenclatura lunar. Se propuso renombrar la cuenca completa como Mare Annularum (Mar Anillado), y renombrar el mar interior como Lacus o Mare Pacificus (Mar Pacífico). El 15 de julio de 1969, el Grupo de trabajo sobre Nomenclatura Lunar de la UAI resolvió mantener el nombre de Mare Orientale para la zona central de la formación, y se definió como Montes Rook a los anillos montañosas interiores y Montes Cordillera al exterior, aunque no fueran continuos, pues eran parte de una sola formación.
Es destacable que en el momento en que el mar fue bautizado, se consideraba el Este lunar como orientado con el Este de un observador situado en la superficie terrestre, por lo que el Mar se encontraba de hecho al Oriente de la Luna. Luego, en 1961, la UAI cambió la definición de los puntos cardinales lunares, de modo que fueran similares a los de la Tierra para un observador situado en la superficie lunar (por lo que esta se llama usualmente la convención del astronauta). Al hacer esto, el Este y Oeste lunar intercambiaron posiciones, y el Mar Oriental quedó en el borde occidental de la cara visible de la Luna.